# Hans Schomburgk
Hans Hermann Schomburgk (Hamburgo, 28 de octubre de 1880 - Berlín, 27 de julio de 1967) fue un pionero del cine y explorador alemán. 

## Biografía
Schomburgk fue hijo del arquitecto Hermann Eduard Schomburgk. Asistió a escuelas secundarias en Hamburgo, Lüneburg y Jena. En 1898, se mudó a una granja en Sudáfrica, se unió a la Policía Británica de Natal y participó en la segunda guerra bóer. Luego se convirtió en oficial de policía en Rodesia del Norte, cazador de caza mayor y explorador. A partir de 1912 se dedicó a documentar, junto a varios camarógrafos, la vida de los animales y más tarde también la de la gente del continente africano.  
Schomburgk participó en la producción del primer mapa de Liberia y fue nombrado agregado militar en la embajada de Liberia en Londres. En 1906, emprendió su primera expedición independiente. Fue el primer europeo en recorrer el río Schikande y el lago Sengwe, en el sur de Angola.
Cruzó el continente africano varias veces para cazar y capturar animales raros. En 1909, trajo el primer elefante de África Oriental a Europa, y en 1912, fue el segundo en traer hipopótamos pigmeos a Europa. Dirigió varios documentales y largometrajes que contribuyeron significativamente a la imagen de África entre el público alemán de la época. En 1919, fundó en Berlín la Uebersee Filmgesellschaft mbH  y 1921 se convirtió en presidente de la Uebersee-Film AG. Schomburgk se dedicó a dar conferencias sobre la vida en África y a proyectar los documentales que había realizado.
De 1922 a 1925 estuvo casado con la actriz alemana Meg Gehrts (1891-1966), quien protagonizó su película Weiße Göttin der Wangora [La diosa blanca de Wangora] , filmada en Togo en 1913 y 1914.
A partir de 1933, Schomburgk se vio cada vez más perseguido en Alemania por las Leyes Raciales de Núremberg debido a su origen «medio judío»; fue excluido de la Cámara Cinematográfica del Reich nazi y se le prohibió dar conferencias. En 1940, la Cámara de Literatura del Reich incluyó sus obras en la «Lista de Literatura Dañina e Indeseable». Sólo después de la II Guerra Mundial se le permitió volver a dar conferencias en ambas partes de Alemania. En la RDA sus libros se publicaron en tiradas de millones de ejemplares. 
Legó una parte considerable de su colección etnográfica africana a la ciudad de Querfurt, de la que era ciudadano honorario desde 1959. Su colección personal de documentos, con numerosas fotografías de sus viajes por África, se encuentra en el Instituto Leibniz de Geografía Regional, en Leipzig. 

## Obras
- Wild und Wilde im Herzen Afrikas. Zwölf Jahre Jagd- und Forschungsreisen (1926).
- Mein Afrika Erlebtes und Erlauschtes aus dem Innern Afrikas (1928).
- Ich such' in Afrika das letzte Paradies (1940).
- Frauen, Masken und Dämonen (1947).
- Von Mensch und Tier und etwas von mir (1947).
- Erzähl' uns was, Schimpanse Die Lebensgeschichte einer Schimpansin, von ihr selbst erzählt (1948).
- Pulsschlag der Wildnis (1952).
- Meine Freunde im Busch. Eine Filmfahrt durch Afrika (1954).
- Cleo, ein Schimpansenschicksal (1955).
- Zelte in Afrika. Fahrten – Forschungen – Abenteuer in sechs Jahrzehnten (1957).
- Fahrten und Fährten (1960).

## Filmografía (selección)
- Weiße Göttin der Wangora (1913/1914).
- Im deutschen Sudan (1913/1917).
- Tropengift (1919).
- Im Kampf um Diamantenfelder (1921).
- Eine Weisse unter Kannibalen (1921).
- Frauen, Masken und Dämonen (1922).
- Das letzte Paradies (1932).
- Die Wildnis stirbt (1936).
- Hans Schomburgk – Mein Abschied von Afrika (1958).